# Afonso al IV-lea al Portugaliei
Afonso al IV-lea al Portugaliei (pronunția AFI în portugheză ɐˈfõsu); (n. 8 februarie 1291, Lisabona, Portugalia – d. 28 mai 1357, Lisabona, Portugalia) supranumit Viteazul (portugheză o Bravo), a fost al șaptelea rege al Portugaliei, din 1325 până la moartea sa în 1357. A fost singurul fiu legitim al lui Denis al Portugaliei, cu soția acestuia Elisabeta de Aragon.
Afonso, născut în Lisabona, era singurul fiu legitim al regelui, și moștenitorul de drept al tronului. Cu toate acestea, nu era, conform unor surse, fiul preferat al lui Denis; fratele său vitreg ilegitim, Afonso Sanches, se bucura de toate favorurile la Curte. Încă devreme în viață, rivalitatea notorie între cei doi este sursa unei serii de conflicte ce pot fi considerate un război civil. Pe 7 ianuarie 1325, tatăl lui Afonso al IV-lea a murit, și acesta a fost încoronat rege, obținându-și astfel revanșa. Rivalul său a fost trimis în exil în Castilia, și toate proprietățile donate de tatăl lor comun i-au fost confiscate. Afonso Sanches nu și-a acceptat însă soarta. Din Castilia, a organizat o serie de încercări de uzurpare a coroanei. După câteva încercări nereușite de invadare, cei doi frați au semnat un tratat, aranjat de regina Elisabeta. 
În 1309, Afonso al IV-lea s-a căsătorit cu Infanta Beatrice de Castilia, fiica regelui Sancho al IV-lea al Castiliei și a Mariei de Molina. Primul născut al lor, Infanta Maria a Portugaliei, s-a căsătorit cu regele Alfonso al XI-lea al Castiliei, în 1328, în aceeași perioadă în care s-a stabilit ca moștenitorul tronului, Petru I al Portugaliei, să se căsătorească cu o altă Infantă castiliană, Constanța de Penafiel. Aceste aranjamente erau afectate de reaua voință a lui Alfonso al XI-lea, care își maltrata atunci în mod public nevasta. Afonso al IV-lea nu a acceptat să-și vadă fiica maltratată, așa că a declarat război Castiliei. S-a semnat pacea patru ani mai târziu, cu intervenția Infantei însăși. S-a semnat un tratat de pace la Sevilla în 1339, și, în anul următor, trupele portugheze au jucat un rol important în victoria din Bătălia de la Rio Salado contra maurilor, în octombrie 1340. 
Ultima parte a domniei lui Afonso al IV-lea nu a fost marcată de războaie deschise, ci de intrigi politice. Războiul civil dintre Petru al Castiliei și fratele său vitreg Henric de Trastamara au dus la exilarea multor nobili castilieni în Portugalia. Acești imigranți au creat în scurt timp o facțiune la Curtea portugheză, având drept scop acapararea de privilegii și putere. Facțiunea a crescut în importanță, în special după ce Ines de Castro, fiica unui nobil important și servitoarea prințesei Constanța, a devenit amanta soțului doamnei sale : Petru I al Portugaliei, moștenitorul tronului. Afonso al IV-lea a fost nemulțumit de alegerea fiului său, și a sperat ca relația să nu ducă nicăieri. Din păcate pentru liniștea regatului, nu a fost așa. Petru a recunoscut în mod deschis relația cu Ines și pe copiii lor, favorizându-i de asemenea pe castilienii din anturajul ei. Mai mult, după moartea soției sale în 1349, Petru a refuzat să se căsătorească cu altcineva în afară de Ines. 
Situația s-a agravat cu anii, și Afonso, îmbătrânit, nu și-a mai putut controla curtenii. Singurul moștenitor masculin al lui Petru, viitorul rege Ferdinand I al Portugaliei, era un copil bolnăvicios, în timp ce copiii avuți cu Ines erau sănătoși. Preocupat de viața nepotului său legitim, și de puterea crescândă a Castiliei în cadrul frontierelor portugheze, Afonso a ordonat asasinarea lui Ines de Castro în 1355. Se aștepta ca fiul său să renunțe, dar acesta nu l-a putut ierta. Înfuriat de acel act, Petru s-a numit pe sine comandant al unei armate, și a început să devasteze țara între râurile Douro și Minho, înainte de reconcilierea cu tatăl său la începutul lui 1357. Afonso a murit la scurt timp după în Lisabona, în luna mai. 
Ca rege, Afonso al IV-lea este ținut minte ca soldat și general, de aici și supranumele Cel Viteaz. Dar poate că cel mai important lucru a fost atenția acordată marinei portugheze. Afonso a finanțat o flotă comercială din bani publici și a ordonat primele explorări maritime. Insulele Canare (astăzi făcând parte din Spania) au fost descoperite pe timpul domniei sale. 

## Căsătorie și copii
La 12 septembrie 1309, la Lisabona, Afonso s-a căsătorit cu Beatrice a Castiliei, fiica regelui Sancho al IV-lea al Castiliei.  Înainte ca nunta să aibă loc a fost nevoie de o dispensă papală deoarece Afonso era strănepot al regelui Alfonso al X-lea al Castiliei prin fiica lui nelegitimă, Beatrice, și Beatrice logodnica lui Afonso era nepoata aceluiași rege. În 1301, Papa Bonifaciu al VIII-lea a autorizat căsătoria, dar cum mirii erau încă minori, nunta a fost amânată până în 1309 când Afonso avea 18 ani iar Beatrice 16.
Mariajul a fost unul fericit și fertil. Patru dintre cei șapte copii au murit în copilărie.
- Maria (1313 – 18 ianuarie 1357),[9][12][9] a fost soția regelui Alfonso al XI-lea al Castiliei[13] și mama viitorului rege Petru I al Castiliei. Din cauza relației soțului ei cu metresa Leonor de Guzmán "a fost o uniune nefericită din start, contribuind la înrăutățirea relației dintre cele două regate".[14]
- Afonso (1315[15] – 1317), moștenitor al tronului decedat la doi ani.[9][13]
- Denis (12 februarie 1317 - iunie 1317), moștenitor al tronului a decedat la câteva luni după naștere.[9]
- Petru (8 aprilie 1320 – 18 ianuarie 1367), și-a succedat tatăl ca rege al Portugaliei. Când soția lui Constance a murit în 1345, Beatrice a preluat educația celor doi nepoți orfani, infanta Maria și infantele Ferdinand, care mai târziu a devenit Ferdinand I al Portugaliei.
- Isabel (21 decembrie 1324 – 11 iulie 1326)
- João (23 septembrie 1326 – 21 iunie 1327)
- Eleanor (1328 – 1348), născută în același an cu nunta surorii sale Maria; Eleanor s-a căsătorit cu regele Petru al IV-lea de Aragon în noiembrie 1347 la Barcelona[16] și a murit la un an după căsătorie, de ciumă.[17][18][13]